# Коморувко (Західнопоморське воєводство)
Коморувко (пол. Komorówko, нім. Geiblershof) — село в Польщі, у гміні Старе Чарново Грифінського повіту Західнопоморського воєводства.
Населення — 21 особа (2011).
У 1975-1998 роках село належало до Щецинського воєводства.

## Демографія
Демографічна структура станом на 31 березня 2011 року:
|          | Загалом | Допрацездатний вік | Працездатний вік | Постпрацездатний вік |
| -------- | ------- | ------------------ | ---------------- | -------------------- |
| Чоловіки | 12      | 2                  | 10               | 0                    |
| Жінки    | 9       | 1                  | 5                | 3                    |
| Разом    | 21      | 3                  | 15               | 3                    |